# ويلترود بروبست
ويلترود بروبست (بالألمانية: Wiltrud Probst) مواليد 29 مايو 1969 في نورنبرغ، هي لاعبة كرة مضرب ألمانية سابقة وكانت تلعب باليد اليمنى. أعلى تصنيف لها في الفردي كان 88.

## روابط خارجية
- ويلترود بروبست على موقع رابطة محترفات التنس (الإنجليزية)
- ويلترود بروبست على موقع الاتحاد الدولي لكرة المضرب (الإنجليزية)
- ويلترود بروبست على موقع كأس بيلي جين كينغ (الإنجليزية)
- ويلترود بروبست على موقع خلاصة التنس.كوم (الإنجليزية)